# Hasan Husam ad-Din
Hasan Husam ad-Din (arab. حسن حسام الدين) – egipski zapaśnik walczący w stylu klasycznym. Srebrny medalista mistrzostw Afryki w 1989 i brązowy w 1988 roku.